# Homosexuella äktenskap i Nederländerna

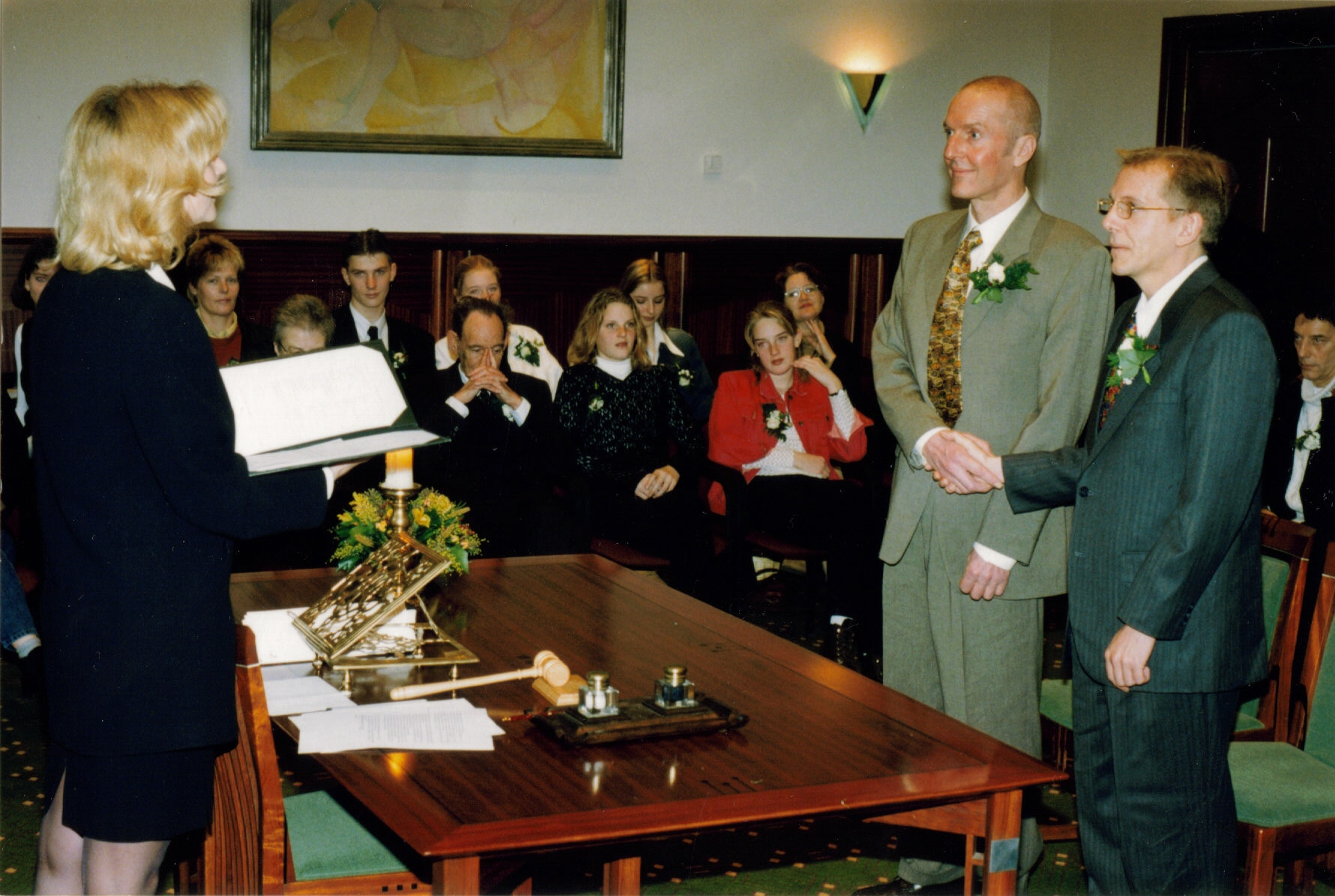
Två män som gifter sig i Amsterdam i 2001.

Sedan 1 april 2001 kan homosexuella par i Nederländerna gifta sig. Nederländerna var det första landet i världen som legaliserade samkönat äktenskap. Redan i 1998 blev registrerat partnerskap legaliserat i Nederländerna.
Äktenskap mellan två män eller två kvinnor har i princip samma villkor och effekter som äktenskap mellan en kvinna och en man: 
- Villkoren och reglerna för att gifta sig och skilja sig är desamma
- Skyldigheterna och rättigheterna för makar i förhållande till varandra är desamma

I Nederländska Antillerna och Aruba kan homosexuella par inte gifta sig.